# Давиденко Борис Володимирович
Борис Володимирович Давиде́нко (нар. 1980, Київ) — український журналіст та медіаменеджер.
Головний редактор видання Forbes Україна (з 2022 року), головний редактор онлайн-медіа Liga.net (2019—2021), головний редактор і виконавчий директор аналітичної платформи VoxUkraine (2016—2018).

## Біографія
Народився у Києві у 1980 році. Навчався на інженера-фізика у Київському політехнічному інституті, також закінчив Інститут розвитку фондового ринку Київського національного економічного університету.
З 2007 року почав працювати у бізнес-журналістиці. Спочатку кілька років працював у відділі фінансів газети «Дело».
Після запуску Forbes Україна у 2011 році став оглядачем видання, а згодом редактором і зрештою заступником головного редактора. У 2013 році український Forbes придбав близький до тодішнього президента Віктора Януковича олігарх Сергій Курченко. Давиденко нетривалий час пропрацював шеф-редактором друкованого журналу, але через кілька місяців разом із командою звільнився через запровадження цензури.
У 2014 році очолив відділ «Бізнес» інтернет-видання Liga.net. Пропрацював там два роки, після чого став головним редактором і виконавчим директором аналітичної платформи VoxUkraine. На початку 2019 року повернувся до Liga.net на позицію головного редактора.
З 2022 року став головним редактором видання Forbes Україна, яке було перезапущене у 2020 році з новими власниками. Веде YouTube-проєкт «Перший мільйон».
У 2021 році став одним з трьох фіналістів Премії імені Георгія Ґонґадзе.